# (20718) 1999 XZ97
1999 أكس زد 97 (ويعرف أيضًا باسم (20718) 1999 أكس زد 97 وفق تسمية الكوكب الصغير) (بالإنجليزية: 1999 XZ97)‏ هو كويكب ضمن حزام الكويكبات؛ وترتيبه 20718 من حيث الاكتشاف.
اكتُشف هذا الجُرم الفلكي بواسطة بحث لنكولن عن الكويكبات القريبة من الأرض في 7 ديسمبر 1999.

## وصلات خارجية
- (20718) 1999 XZ97 في قاعدة بيانات مختبر الدفع النفاث لأجرام النظام الشمسي الصغيرة

- الاكتشاف · مخطط المدار ·  العناصر المدارية · المعلمات المادية

- (20718) 1999 XZ97 على موقع ويكي سكاي: DSS2, SDSS, GALEX, IRAS, Hydrogen α, X-Ray, Astrophoto, Sky Map, Articles and images